# Arnaldo André
Arnaldo André, właśc. Arnaldo Andrés Pacuá (ur. 12 listopada 1943 w San Bernardino) – paragwajski aktor telewizyjny i filmowy, znany w Polsce głównie z telenowel Valeria (1997–98), Fiorella (2000) z Angie Cepedą oraz W niewoli uczuć (2000) z Eduardo Cuervo, Jorge de Silvą i Eduardo Noriegą.

## Filmografia

### Aktor
- 2009: Valientes jako Laureano Gomez Acuńa
- 2005: Animo Juan jako Juan
- 2004: Piel naranja años después jako Juan Manuel Alinari
- 2003: Soy gitano jako Lázaro Jesús Heredia
- 2002: Lejana cómo el viento jako Jorge
- 2001: Felina jako Asdrúbal
- 2000-2001: W niewoli uczuć (Abrázame muy fuerte) jako dr Angel Luis Robles
- 2000: Fiorella (Pobre Diabla) jako Andrés Mejía Guzmán
- 1997-1998: Valeria (Ricos y famosos) jako Gerardo Murúa
- 1996: Verdad consecuencia
- 1996: Gino jako Luis. A. 'Gino' Spadalacua
- 1995: Gerente de familia jako Marcelo
- 1992: Corazones de fuego jako Agustín Casenave
- 1991: Río de fuego
- 1990: Romanzo
- 1990: Amándote II jako Martín Arana
- 1988: Amándote jako Martín Arana
- 1987: Por Amor
- 1986: El Infiel jako Mariano Romero
- 1986: El Lobo
- 1986: El Seductor Don Julio
- 1986: El Vidente
- 1984: Amo y señor jako Alonso Miranda
- 1983: Amor gitano jako Renzo
- 1981: Mi querido doctor
- 1980: Fabián 2 Mariana 0 jako Fabián
- 1978: María del Mar jako Víctor Manuel Galíndez
- 1977: El Hombre que yo inventé
- 1977: Rafaela jako Juan José
- 1976: Los Que estamos solos jako Mariano Mayol
- 1975: Piel naranja jako Juan Manuel
- 1974: Mi hombre sin noche
- 1973: José María y María José: Una pareja de hoy
- 1973: Pobre diabla jako Ariel Mejia Guzmán (syn)
- 1972: Mi amigo Luis
- 1972: Rolando Rivas, taxista jako Juan Marcelo Etchenique
- 1971: Un Guapo del 900
- 1971: Balada para un mochilero
- 1971: Argentino hasta la muerte
- 1970: Los Muchachos de mi barrio
- 1964: El Amor tiene cara de mujer

### Scenariusz
- 1990: Romanzo

### Reżyseria
- 1991: Río de fuego